# Reinhard von Gemmingen-Hornberg (1710–1775)

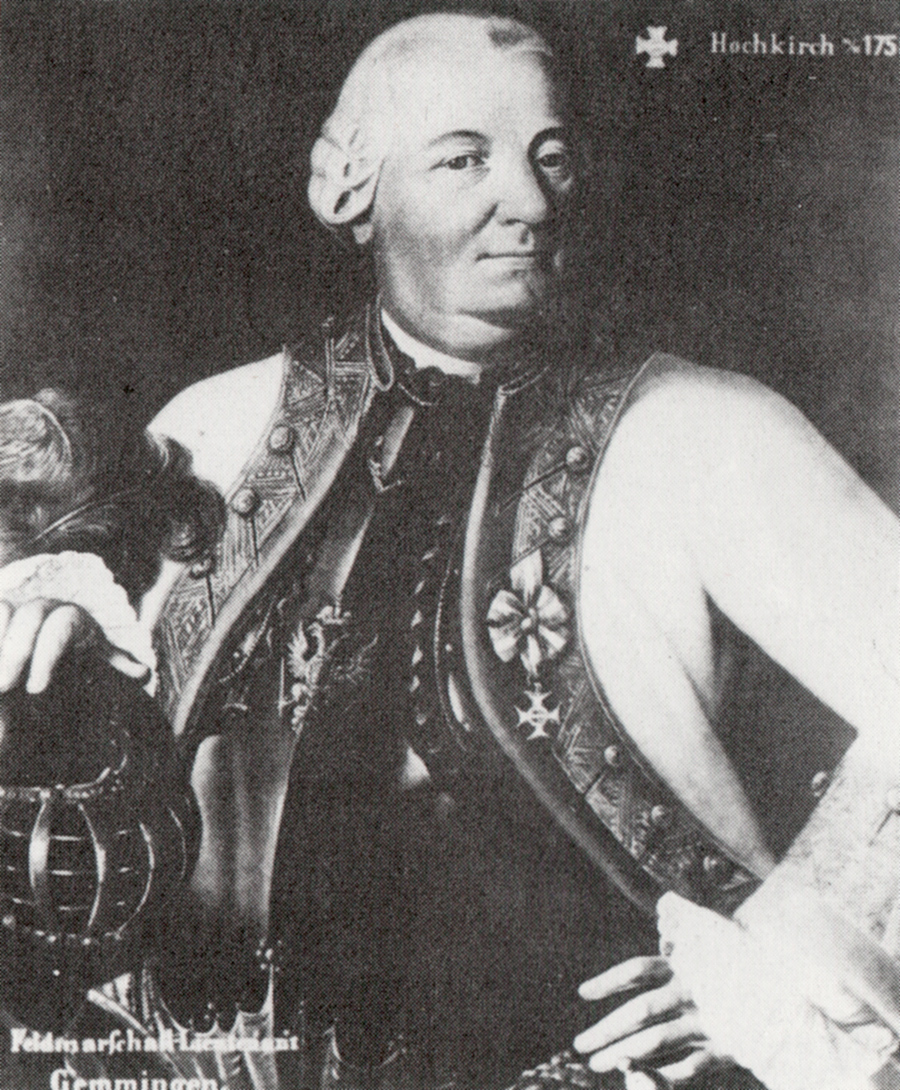
Reinhard von Gemmingen-Hornberg (1710–1775)

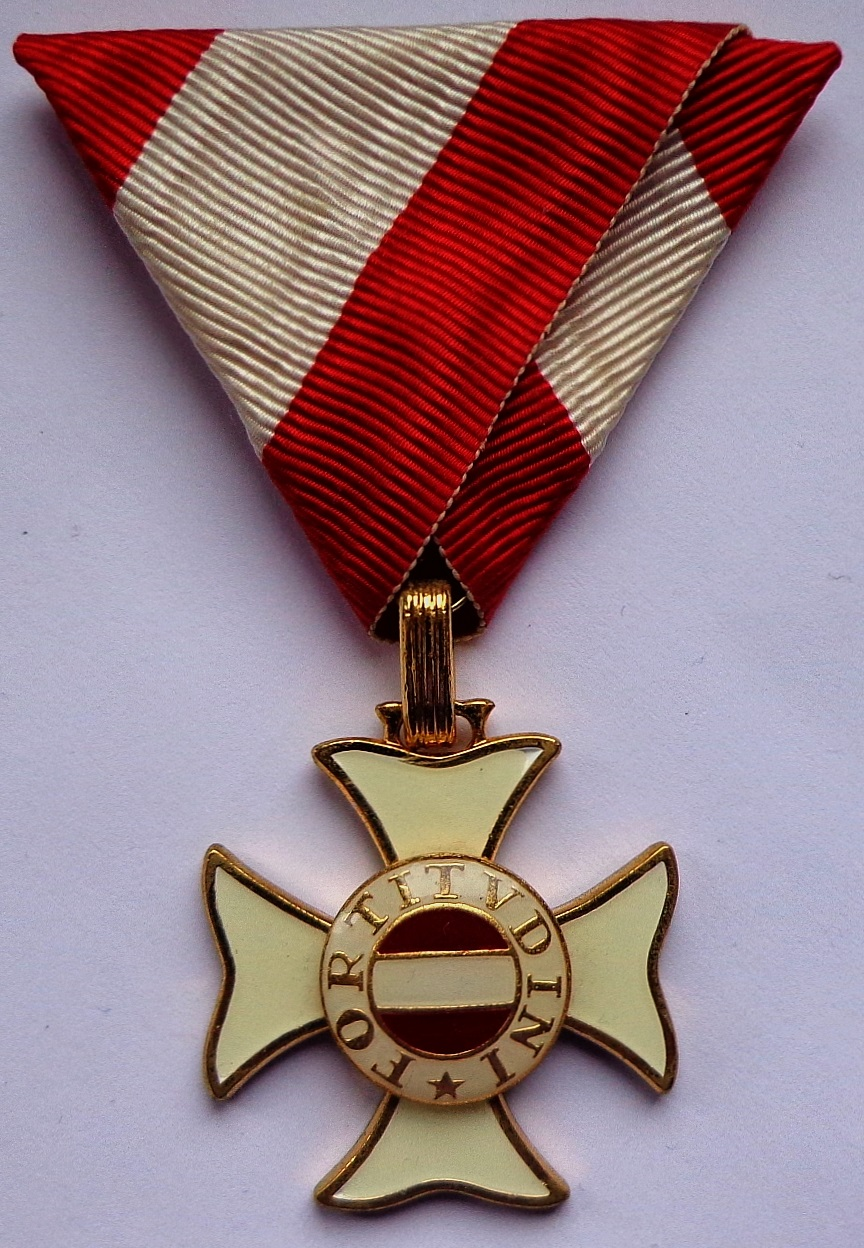
Ritterkreuz des Militär-Maria-Theresien-Ordens

Reinhard von Gemmingen-Hornberg (* 16. Juli 1710 in Darmstadt; † 27. November 1775 in Kochendorf) war Feldmarschall-Lieutenant in der kaiserlichen Armee und Lehensträger zu Kochendorf.

## Leben
Reinhard war der ältere Sohn des hessen-darmstädtischen Geheimrats und späteren Generaldirektors der Reichsritterschaft, Reinhard von Gemmingen-Hornberg (1677–1750). Noch bevor er 18 Jahre alt war, trat er in das 42. Infanterie-Regiment der kaiserlichen Armee ein und kämpfte in zahlreichen Feldzügen in Italien, den Niederlanden und am Rhein. 1734 war er in Neapel, 1737 kämpfte er gegen die Türken bei der Belagerung von Usiza. 1739 wurde er Major im Regiment Ouelli, später im Regiment Gaisrück. In der Schlacht bei Dettingen 1743 erwarb er sich solche Verdienste, dass der englische König ihm ein eigenes Regiment anbot. 1745 war er Obrist und Regimentskommandeur. 1755 wurde er zum Generalmajor befördert. Im Preußischen Krieg stieg er 1757 zum Feldmarschalleutnant auf, wurde im Gefecht am Holzberg und in der Schlacht bei Breslau verwundet und geriet bei der Belagerung von Breslau kurzzeitig auch in Kriegsgefangenschaft. In der Schlacht bei Hochkirch machte er sich am 14. Oktober 1758 im Kampf gegen preußische Truppen verdient und wurde daraufhin mit dem Militär-Maria-Theresia-Orden ausgezeichnet. 1759 hatte er ein Korpskommando an der böhmischen Grenze, wo er den Rückzug des ahrembergischen Corps sicherte, sich dann aber selbst ergeben musste. Bei Pretschendorf kam er erneut in Gefangenschaft. Später wurde er Generalfeldmarschallleutnant in Brünn, 1769 erhielt er das Regiment Gaisrück, bis 1775 den Namen Gemmingen führte.
Seit dem Tod seines Bruders Eberhard August (1717–1758) war Reinhard alleiniger Inhaber des Burglehens in Kochendorf. 1767 verlieh ihm Kaiser Joseph II. nochmals zwei Drittel am Blutbann über Kochendorf. Er verstarb 1775 und wurde in der Kirche von Neckarzimmern beigesetzt.

## Familie
Er war ab 1743 verheiratet mit Sophia Friederica vom Stein (1715–1776), einer Tante des Freiherren vom und zum Stein. Aus der Verbindung gingen neun Kinder hervor, von denen jedoch nur drei das Erwachsenenalter erreichten.
Nachkommen:
- Reinhard (1744–1772) war zunächst Benediktiner in Fulda, später kurz beim Militär, dann im Bergbau tätig
- Charlotte Luise (1745–1759)
- Franz Karl Friedrich (1747–1814) folgte dem Vater in der Lehensnachfolge
- Franziska Dorothea (1750–1781) blieb unvermählt